# Rie Rasmussenová
Rie Rasmussenová, rodným jménem Rie Rasmussen (* 14. února 1978 Kodaň) je dánská modelka, režisérka, scenáristka a filmová herečka, která na filmovém plátně debutovala roku 2002 vedlejší rolí Veronicy v thrilleru Femme Fatale.
Titulní postavu anděla seslaného z nebe ztvárnila v Bessonově tragikomedii Angel-A (2005).

## Osobní život
Narodila se roku 1978 ve dánské metropoli Kodani do početné rodiny, kterou nazývá „rodinným společenstvím“. Otec i matka prošli několika manželstvími a herečka vyrůstala s osmi sourozenci „pod jednou střechou“. V mládí ji podle vlastních slov umělecky ovlivnili Carol Reed, Howard Hawks, Hal Ashby, John Huston a Sergio Leone. Bisexuální orientaci označila jen za další část svého života.

## Film
V Kalifornii studovala krátce filmovou školu, kde v roce 1998 navštěvovala scenáristiku a režii. Hereckou kariéru zahájila roku 2002 v erotickém thrilleru Briana De Palmy Femme Fatale, kde si zahrála po boku bývalé modelky Rebeccy Romijnové. Postavu obdržela poté, co na režiséra zapůsobily její autorské krátké příběhy vycházející z prožité životní zkušenosti.
Společně s partnerem Travisem Marshallem napsala a režírovala dva krátkometrážní snímky. Jeden z nich, nazvaný Thinning the Herd, byl vybrán do projekcí více než dvaceti filmových festivalů po celém světě, včetně Festivalu Quentina Tarantina v Austinu a Festivalu v Cannes 2004, kde soutěžil o Zlatou palmu v kategorii krátkých filmů.
V roce 2005 se objevila v hlavní andělské roli v Besonové černobílé tragikomedii Angel-A. Protihráčem na plátně se stal francouzský herec marockého původu Jamel Debbouz. Ve filmovém měsíčníku Cinema zhodnotila Alena Prokopová její výkon slovy „krásná, ale herecky neschopná dánská modelka“.
Prvním celovečerní film, na kterém se podílela jako scenáristka, režisérka, producentka i herečka, představovalo drama Lidská bestie (2009). Promítáno bylo na Berlínském mezinárodním filmovém festivalu 2009, kde otevíral sekci Panorama. Děj je volně založen na příběhu její adoptivní vietnamské sestry snažící se získat občanství a odráží problém imigrace.

### Filmografie
- 2010 – Romance in the Dark
- 2009 – Lidská bestie
- 2007 – Zéro deux
- 2005 – Angel-A
- 2004 – Thinning the Herd
- 2004 – Il Vestito
- 2003 – Femme Fatale: Dream Within a Dream (dokumentární, video film)
- 2002 – Femme Fatale

## Modeling
Debutovou rolí Veronicy ve snímku Femme Fatale, kde oděvy vytvořil módní návrhář Jean-Charles de Castelbajac, vzbudila pozornost v módních kruzích. Následně se stala tváří italské značky Gucci a jako modelka předváděla také pro oděvní domy, jakými jsou Donna Karan, Yves Saint-Laurent, Dolce and Gabbana a Victoria's Secret. Během modelingové práce pokračovala v psaní příběhů a natáčení krátkometrážních filmů.

## Výtvarné umění
Rasmussenová se věnuje také výtvarnému umění. Oleje na plátně představují erotickou oslavu lidského těla. Knihu o umění a fotografii Grafiske Historier publikovala pod pseudonymem Lilly Dillon, což je postava z románu Švindlíři od amerického autora Jima Thompsona. Její snímky byly přetištěny v časopisech Vogue Italia, Vogue Paris či Vs.